# George Thomson (rosalista)
George Thomson es un jardinero e hibridador de rosas Australiano rosalista aficionado, conocido por la creación de rosas resistentes a las enfermedades adaptadas al clima australiano.

## Biografía
Thomson nació en Escocia y estuvo trabajando con Alex Cocker de Cockers Roses en Aberdeen, también completó un aprendizaje en Kew Gardens.
En 1958, Thomson emigró a Australia del Sur, estableciéndose en  Willunga, cerca de Adelaida. Está considerado como uno de los creadores de rosas más productivos de Australia, con la plantación de más de 350 000 semillas cada año.
Trabaja en estrecha colaboración con el vivero dedicado al cultivo de rosas de gran tradición "Ross Roses", aportando nuevas rosas para su colección 'True Blue', que se crían específicamente para el clima de Australia.

## Rosas conseguidas por Thomson
Entre los obtentores de rosas George Thomson incluye:
- 'Society Belle' (2008)
- 'Crown Princess Mary' (2006), nombrada en honor de la princesa heredera María Isabel de Dinamarca[5]
- 'Lady Phella' (2005), ganadora de la medalla de bronce en el the National Rose Trial Garden of Australia[6]
- 'Wildfire 2000' (2000)
- 'Mrs Mary Thomson' (1996)
- 'Howard Florey' (1998), nombrada en honor de científico ganador del Premio Nobel Lord Howard Florey[7]